# Canvas (HTML)
Canvas (англ. canvas — «холст», рус. канва́с) — элемент HTML5, предназначенный для создания растрового двухмерного изображения при помощи скриптов, на языке JavaScript. Начало отсчёта блока находится слева сверху. От него и строится каждый элемент блока. Размер пространства координат не обязательно отражает размер фактической отображаемой площади. По умолчанию его ширина равна 300 пикселям, а высота 150.
Используется, как правило, для отрисовки графиков для статей и игрового поля в некоторых браузерных играх. Но также может использоваться для встраивания видео в страницу и создания полноценного плеера.
Используется в WebGL для аппаратного ускорения 3D-графики.
Компанией Google была выпущена JavaScript-библиотека explorercanvas Архивировано 11 февраля 2013 года., которая позволяла работать с Canvas в браузерах IE7 и IE8.
Canvas может усложнить задачу роботам по распознаванию Капчи. При использовании canvas с сервера загружается не картинка, а набор точек (или алгоритм прорисовки), по которым браузер прорисовывает картинку (капчу).

## История
Впервые элемент canvas был представлен компанией Apple в движке WebKit для Mac OS X с целью последующего его использования в приложениях Dashboard и Safari.
Ситуацию с отсутствием canvas в IE исправила компания Google, выпустившая собственное расширение, написанное на JavaScript, под названием ExplorerCanvas.
На сегодняшний день canvas чаще используется для построения графиков, простой анимации и игр в браузерах. Группа WHATWG предлагает использовать canvas как стандарт для создания графики в новых поколениях веб-приложений.
Организация Mozilla Foundation ведёт проект под названием Canvas 3D, целью которого является добавить низкоуровневую поддержку графических ускорителей для отображения трёхмерных изображений через HTML-элемент canvas. Наряду с этим существуют библиотеки, реализующие работу с трёхмерными моделями, среди них three Архивная копия от 9 мая 2017 на Wayback Machine.

## Поддержка
| IE   | Firefox | Safari | Chrome | Opera | iOS  | Android |
| ---- | ------- | ------ | ------ | ----- | ---- | ------- |
| 9.0+ | 3.0+    | 3.0+   | 3.0+   | 10.0+ | 3.0+ | 1.0+    |

## Возможности
canvas позволяет разместить на холсте: картинку, видео, текст. Залить всё это сплошным цветом, либо обвести контуры или даже добавить градиент. Добавление теней похожих на свойства css3 box-shadow и text-shadow. И, наконец, отрисовка фигур с помощью указания контрольных точек. Причём можно изменять как ширину линий, так и кисть рисовки линий, стиль соединений линий.

## Особенности
- Изменение высоты или ширины холста сотрет всё его содержимое и все настройки, проще говоря он создастся заново[11];
- Начало отсчёта (точка 0,0) находится в левом верхнем углу[12]. Но её можно сдвигать[13];
- 3D-контекста нет, есть отдельные разработки, но они не стандартизованы[14];
- Цвет текста можно указывать аналогично CSS, впрочем, как и размер шрифта.

## Примеры или паттерны оптимизации
В случае, если вам нет необходимости перерисовывать холст, но нужно производить манипуляции с ним, то вы можете «сфотографировать» весь холст и сохранить в переменную. И работать уже с этим рисунком, не заставляя канвас отрисовываться после каждой манипуляции.
Если обновляться должно не всё изображение, а только его часть, то вы можете стирать определенную зону на холсте и рисовать её заново.
Браузеры могут оптимизировать анимации, идущие одновременно, уменьшив число reflow и repaint до одного, что в свою очередь приведёт к повышению точности анимации. Например анимации на JavaScript, синхронизированные с CSS transitions или SVG SMIL. Плюс ко всему если выполняется анимация в табе, который невидим, браузеры не будут продолжать перерисовку, что приведёт к меньшему использованию CPU, GPU, памяти и как следствие снизит расход батареи в мобильных устройствах. Для этого используйте requestAnimationFrame.
Все текущие браузеры имеют фильтр размытия изображения при его увеличении. Его стоит использовать, если вы часто попиксельно обрабатываете картинку. Путём уменьшения картинки, например, в два раза и последующего аппаратного увеличения её с помощью фильтра.
Если игра позволяет отдельно обрабатывать фон и элементы игры, то имеет смысл сделать два холста друг над другом.
Для очистки канвы лучшим средством будет использование clearRect, однако, если очищать только необходимые участки, то скорость возрастет ещё больше.

## Критика
- Чрезмерно нагружает процессор и оперативную память;
- Из-за ограничения сборщика мусора нет возможности очистить память;
- Необходимо самому обрабатывать события с объектами[18];
- Плохая производительность при высоком разрешении[18];
- Приходится отрисовывать отдельно каждый элемент[18].
- Возможность создания на страницах специальных «маячков», т. н. Canvas Fingerprinting, для отслеживания пользователей в сети.

## Преимущества
- В отличие от SVG гораздо удобнее иметь дело с большим числом элементов;
- Имеет аппаратное ускорение[16][19];
- Можно манипулировать каждым пикселем[18];
- Можно применять фильтры обработки изображений[18];
- Есть много библиотек[18].

## Использование
Использование и операции с элементом возможны только через JavaScript. Пример index.html :
```
<!doctype html>

<
html
 
lang
=
"ru"
>

  
<
head
>

    
<
meta
 
charset
=
"UTF-8"
 
/>

    
<
title
>
Пример canvas
</
title
>

  
</
head
>

  
<
body
>

    
<
canvas
 
id
=
"canvas"
>
Этот элемент не поддерживается
</
canvas
>

  
</
body
>

  
<
script
>

    
window
.
onload
 
=
 
function
()
 
{

      
var
 
canvas
  
=
 
document
.
getElementById
(
'canvas'
),

      
context
 
=
 
canvas
.
getContext
(
'2d'
);

      
/*

        Далее какие-либо действия над холстом

      */

    
};

  
</
script
>

</
html
>

```

## Примеры
```
<
html
 
lang
=
"ru"
>

  
<
head
>

    
<
title
>
circle
</
title
>

  
</
head
>

  
<
body
>

    
<
canvas
 
id
=
"example"
>
Обновите браузер
</
canvas
>

    
<
script
>

      
var
 
canvas
  
=
 
document
.
getElementById
(
'example'
),

          
context
 
=
 
canvas
.
getContext
(
'2d'
);

      
function
 
drawCircle
(
x
,
 
y
,
 
r
)
 
{

        
context
.
arc
(
x
,
 
y
,
 
r
,
 
0
,
 
2
 
*
 
Math
.
PI
,
 
false
);

      
}

      
context
.
beginPath
();

      
drawCircle
(
150
,
 
75
,
 
50
);

      
context
.
lineWidth
   
=
 
15
;

      
context
.
strokeStyle
 
=
 
'#0f0'
;

      
context
.
stroke
();

    
</
script
>

  
</
body
>

</
html
>

```

```
<
html
>
 
  
<
head
>

    
<
title
>
Дерево Пифагора
</
title
>

    
<
script
 
type
=
"text/javascript"
>

      
// функция рисует под углом angle линию из указанной точки длиной ln

      
function
 
drawLine
(
x
,
 
y
,
 
ln
,
 
angle
)
 
{

        
context
.
moveTo
(
x
,
 
y
);

        
context
.
lineTo
(
Math
.
round
(
x
 
+
 
ln
 
*
 
Math
.
cos
(
angle
)),
 
Math
.
round
(
y
 
-
 
ln
 
*
 
Math
.
sin
(
angle
)));

      
}

      
// Функция рисует дерево

      
function
 
drawTree
(
x
,
 
y
,
 
ln
,
 
minLn
,
 
angle
)
 
{

        
if
 
(
ln
 
>
 
minLn
)
 
{

          
ln
 
=
 
ln
 
*
 
0.75
;

          
drawLine
(
x
,
 
y
,
 
ln
,
 
angle
);

          
x
 
=
 
Math
.
round
(
x
 
+
 
ln
 
*
 
Math
.
cos
(
angle
));

          
y
 
=
 
Math
.
round
(
y
 
-
 
ln
 
*
 
Math
.
sin
(
angle
));

          
drawTree
(
x
,
 
y
,
 
ln
,
 
minLn
,
 
angle
 
+
 
Math
.
PI
 
/
 
4
);

          
drawTree
(
x
,
 
y
,
 
ln
,
 
minLn
,
 
angle
 
-
 
Math
.
PI
 
/
 
6
);

          
// если поставить угол Math.PI/4 , то выйдет классическое дерево

        
}

      
}

      
// Инициализация переменных

      
function
 
init
()
 
{

        
var
 
canvas
  
=
 
document
.
getElementById
(
"tree"
),

            
x
       
=
 
100
 
+
 
(
canvas
.
width
 
/
 
2
),

            
y
       
=
 
170
 
+
 
canvas
.
height
,
  
// положении ствола

            
ln
      
=
 
120
,
                  
// начальная длина линии

            
minLn
   
=
 
5
;
                    
// минимальная длина линии

        
canvas
.
width
  
=
 
480
;
 
// Ширина холста

        
canvas
.
height
 
=
 
320
;
 
// высота холста 

        
context
             
=
 
canvas
.
getContext
(
'2d'
);

        
context
.
fillStyle
   
=
 
'#ddf'
;
 
// цвет фона

        
context
.
strokeStyle
 
=
 
'#020'
;
 
//цвет линий

        
context
.
fillRect
(
0
,
 
0
,
 
canvas
.
width
,
 
canvas
.
height
);

        
context
.
lineWidth
 
=
 
2
;
 
// ширина линий

        
context
.
beginPath
();

        
drawTree
(
x
,
 
y
,
 
ln
,
 
minLn
,
 
Math
.
PI
 
/
 
2
);

        
context
.
stroke
();

      
}

 

      
window
.
onload
 
=
 
init
;

    
</
script
>

  
</
head
>

  
<
body
>

    
<
canvas
 
id
=
"tree"
></
canvas
>

  
</
body
>
 

</
html
>

```

## Библиотеки
- libCanvas — лёгкий, но тем не менее функциональный фреймворк canvas
- Processing.js — порт языка визуализации Processing
- EaselJS — библиотека с API похожим на Flash
- PlotKit — библиотека для создания чартов и графики
- Rekapi — API Canvas для создания анимации на кейфреймах
- PhiloGL — фреймворк WebGL для визуализации данных, разработки игр и креативного кодирования.
- JavaScript InfoVis Toolkit — создаёт интерактивную 2D Canvas визуализацию данных для Web.
- Frame-Engine — фреймворк для разработки приложений и игр.
- Two.js — библиотека для рисования и анимации 2D-векторной графики с поддержкой SVG, Canvas и WebGL.
- Paper.js — мощный векторный графический скриптовый фреймворк, работающий поверх Canvas.
- PixiJS — высокопроизводительный 2D рендерер с WebGL и Canvas fallback, часто используется для игр и интерактивных приложений.

## Библиотеки для работы с 3D
- Three.js — одна из самых популярных и мощных библиотек для создания 3D-графики и анимации на WebGL.
- Babylon.js — полнофункциональный 3D-движок с поддержкой физики, анимаций и расширенных возможностей.
- PlayCanvas — 3D движок и платформа для разработки игр с визуальным редактором.